# Robert Cristian Trif
Robert Cristian Trif (n. 12 decembrie 1979, Călan, România) este un actor Roman, scenarist, producător de filme, si antreprenor. A început cariera sa de actorie într-o serie de filme scrise, regizate și produse de el începând cu "Before Suicide]]"  [Karma] ", "Please choose me as your boyfriend ]]"și filmul revoluționar" Hello Au Revoir ", regizat de Jason Croot. Trif este un fost jucător de fotbal și agent sportiv, reprezentand jucatori si antrenori de fotbal exclusiv in Estul Mijlociu si Asia. In 2014, el a anunțat, într-o conferință de presă, ca intenționează să deschidă un nou club de fotbal care să aibă sediul în Dubai, Athletic Dubai Sports Club cu sediul în Dubai, devenind astfel singurul străin din istoria fotbalului din Asia care a fondat și condus un club de fotbal.

## Early life
Robert Cristian Trif (actor) s-a născut la 12 decembrie 1979, în orașul Calan,Hunedoara. Mama lui Maria (1956-1998), era contabila, iar Ioan Trif, mecanic, născut în 1954 în Brad. Trif are două surori, Cristina și Nicoleta si un frate Mircea. De mic copil, el a vrut să devină  jucător profesionist de fotbal insa un accident la genunchi a lăsat în urmă visele lui de a progresa cu o carieră in fotbal. Inca din copilarie el a manifestat un interes deosebit pentru teatru si muzica iar inainte de a deveni fotbalist, Trif a fost cântăreț de muzică ușoară, călătorind în țară pentru concerte. Având de ales între o carieră în muzică sau una în fotbal, la vârsta de 12 ani și-a început cariera în fotbal la Centrul de Instruire Aliman Brad, iar la 16 ani a debutat în prima echipă la Aurul Brad, pe postul de fundaș stânga. A dat probe de joc la CFR Cluj, Steaua, CFR Timișoara și Inter Sibiu, apoi a plecat în liga secundă maghiară, la Csepel Budapesta. O accidentare gravă la genunchi l-a făcut să renunțe la cariera de jucător și să urmeze calea antreprenoriatului.

## Football Management
Trif a decis să intre în management în fotbal în 2010, când a fondat agenția Euro World Sports & Entertainment Agency, reprezentând în principal antrenori și jucători în țările din Asia și Orientul Mijlociu. El se consideră diferit față de alți impresari având un rol mai mult de manager, fiind cunoscut pentru abilitatea sa de a motiva sportivii, ajutându-i să ajungă la nivelul următor și să atingă performanțe.
În 2011, a anunțat extinderea companiei Euro World Sports & Entertainment Agency în alte sporturi, reprezentând jucători în handbal, baschet, volei și cricket, ca parte a extinderii companiei pe piața asiatică. În februarie 2013 Robert a semnat un contract de exclusivitate și colaborare cu antrenorul român Ilie Balaci pentru zona Asiei.
Începând cu februarie 2014, Trif a început să exploreze noi oportunități în afaceri și a intrat în industria muzicală, promovând cântăreți și trupe în Asia. În octombrie 2014, într-o conferință de presă la Media Rotana din Dubai, a anunțat planurile pentru înființarea unui nou club de fotbal care va avea sediul în orașul Dubai, Emiratele Arabe Unite. In 2022 a deschis primul birou din Europa al firmei Euro World Sports Agency in Bucuresti.

## Cariera în actorie
După ce a trecut printr-o perioadă în care a realizat ca fotbalul nu-l mai motiveaza, Trif a început să studieze actoria in 2016 cu o școală franceză de actorie și cu școala asiatica Turjuman Talents din Dubai, studiind cu actori de renume și directori de film din toată Asia. Trif a debutat în "Before Suicide", un scurtmetraj de dramă scris, regizat și produs de el. Primul său film este comedia "Te rog alege-mă ca prieten" în care a jucat rolul principal al lui Marco, un tânăr care încearcă împreună cu prietenii săi să câștige inima unei fete întâlnite într-un restaurant.
În iulie 2017, Trif a lucrat cu regizorul britanic Jason Croot în filmul revoluționar Hello Au Revoir, rolul unui comedian (Marco) film care urmeaza să fie lansat la sfârșitul anului 2018.  19 noiembrie 2017, Trif a castigat premiul cel mai bun strain actor al anului 2017 la gala UAE Short Film Festival.
În martie 2018, Trif a realizat o versiune teatrală de 10 minute a filmului "Before Suicide", cu numele de "Where Are You God]] "la cel mai mare festival de piese de teatru de 10 minute din lume", Festivalul Short+Sweet de teatru organizat la Dubai. In 2021 a scris si regizat piesa Un pirat in oras la festivalul de teatru de comedie organizat in Londra, Dubai, Toronto si Viena.